# جيمس إل. إميري
جيمس إل. إميري (بالإنجليزية: James L. Emery)‏ هو سياسي أمريكي، ولد في 22 يوليو 1931. حزبياً، نشط في الحزب الجمهوري. وقد انتخب عضو جمعية ولاية نيويورك.